# Keon Coleman
Keon Coleman (Opelousas, 17 de maio de 2003) é um jogador norte-americano de futebol americano que atualmente joga no Buffalo Bills da National Football League (NFL).
Ele jogou futebol americano universitário pelo Michigan State e Florida State e foi selecionado pelos Bills como a 33º escolha geral no draft da NFL de 2024.

## Primeiros anos
Coleman frequentou a Opelousas Catholic School em Opelousas, Louisiana. Ele jogou futebol americano e basquete no ensino médio. Ele se comprometeu com Michigan State para jogar futebol americano e basquete universitário.

## Carreira universitária
Como calouro em Michigan State em 2021, Coleman jogou em 10 jogos e teve sete recepções para 50 jardas e um touchdown. Após a temporada, ele jogou em seis jogos pela equipe de basquete da universidade. Em sua segunda temporada, ele se tornou titular e liderou a equipe em jardas recebidas. Ele transferiu-se para a Florida State em 2023. Coleman foi nomeado para a Primeira-Equipe da ACC nas posições de wide receiver, all-purpose e especialista, juntando-se a Will Shipley como os únicos jogadores de futebol americano universitário a ganhar honras de primeiro time em três posições. Em 27 de dezembro de 2023, Coleman declarou-se para o draft da NFL de 2024, pulando o confronto contra Georgia no Orange Bowl após a equipe não ser selecionada para o College Football Playoff apesar de um recorde invicto.

## Carreira profissional
| Altura                          | Peso           | Comprimento do braço | Envergadura da mão | 40 Jardas | 10 Jardas | 20 Jardas | Salto vertical   | Salto em distância  |
| ------------------------------- | -------------- | -------------------- | ------------------ | --------- | --------- | --------- | ---------------- | ------------------- |
| 6 ft 3 in (1.91 m)              | 213 lb (97 kg) | 32 in (0.82 m)       | 9 in (0.24 m)      | 4.61 s    | 1.54 s    | 2.68 s    | 38.0 in (0.97 m) | 10 ft 7 in (3.23 m) |
| Todos os valores do NFL Combine |                |                      |                    |           |           |           |                  |                     |

Coleman foi selecionado pelo Buffalo Bills como a 33ª escolha do draft da NFL de 2024. Os Bills, que inicialmente tinham a 28ª escolha, trocaram várias posições da primeira rodada. Coleman assinou seu contrato de novato de quatro anos com os Bills em 12 de junho de 2024.
Em seu primeiro jogo profissional, Coleman liderou os Bills em jardas recebidas e recepções durante uma vitória de 34–28 na Semana 1 sobre o Arizona Cardinals. Na Semana 3, Coleman marcou seu primeiro touchdown na carreira em uma vitória de 47–10 sobre o Jacksonville Jaguars, apesar de ser forçado a ficar de fora do primeiro quarto por chegar atrasado a uma reunião de equipe naquela semana. Na Semana 7, ele registrou seu primeiro jogo de 100 jardas recebidas contra o Tennessee Titans, capturando quatro passes para 125 jardas na vitória por 34-10. O desempenho rendeu a Coleman o Prêmio de Novato da Semana. Coleman lesionou o pulso durante o jogo da Semana 9 contra o Miami Dolphins, quando foi atingido pelo safety Jordan Poyer, com a jogada resultando em uma penalidade por falta pessoal de Miami e ajudando a preparar o field goal da vitória dos Bills. A lesão fez Coleman perder várias semanas. Ele terminou sua temporada de novato com 29 recepções para 556 jardas e quatro touchdowns em 13 jogos.

## Estatísticas da carreira

### NFL
| Ano      | Time     | Jogos | Jogos | Recebendo | Recebendo | Recebendo | Recebendo | Recebendo  | Recebendo | Recebendo | Fumbles | Fumbles  |
| Ano      | Time     | J     | JC    | Alvo      | Rec       | Jds       | Média     | Jarda/Jogo | Lng       | TD        | Fum     | Perdidos |
| -------- | -------- | ----- | ----- | --------- | --------- | --------- | --------- | ---------- | --------- | --------- | ------- | -------- |
| 2024     | Buffalo  | 13    | 12    | 57        | 29        | 556       | 19.2      | 42.8       | 64        | 4         | 0       | 0        |
| Carreira | Carreira | 13    | 12    | 57        | 29        | 556       | 19.2      | 42.8       | 64        | 4         | 0       | 0        |

### Universitário
| Ano                     | Jogos                   | Jogos                   | Recebendo               | Recebendo               | Recebendo               | Recebendo               |
| Ano                     | J                       | JC                      | Rec                     | Jardas                  | Média                   | TD                      |
| Michigan State Spartans | Michigan State Spartans | Michigan State Spartans | Michigan State Spartans | Michigan State Spartans | Michigan State Spartans | Michigan State Spartans |
| ----------------------- | ----------------------- | ----------------------- | ----------------------- | ----------------------- | ----------------------- | ----------------------- |
| 2021                    | 10                      | 0                       | 7                       | 50                      | 7.1                     | 1                       |
| 2022                    | 12                      | 11                      | 58                      | 798                     | 13.8                    | 7                       |
| Florida State Seminoles |                         |                         |                         |                         |                         |                         |
| 2023                    | 12                      | 12                      | 50                      | 658                     | 13.2                    | 11                      |
| Carreira                | 34                      | 23                      | 115                     | 1,506                   | 13.1                    | 19                      |

## Links externos
- Buffalo Bills bio
- Florida State Seminoles bio
- Michigan State Spartans bio